# 哈拉哈尼夫卡 (切爾尼戈夫州)
52°14′59″N 32°45′30″E / 52.24972°N 32.75833°E
哈拉哈尼夫卡（羅馬化：Halahanivka）是烏克蘭北部的村莊，隸屬切爾尼希夫州的諾夫霍羅德-錫韋爾斯基區。該村面積0.9平方公里，海拔高度168米，2001年人口273，人口密度每平方公里303.33人。